# Pseudobalistes
Genre
Pseudobalistes est un genre de poissons tetraodontiformes.

## Liste des espèces
Selon FishBase (14 mars 2014) :
- Pseudobalistes flavimarginatus (Rüppell, 1829) - Baliste à marges jaunes
- Pseudobalistes fuscus (Bloch et Schneider, 1801) - Baliste vermiculé
- Pseudobalistes naufragium (Jordan et Starks in Jordan, 1895) - Baliste de roche

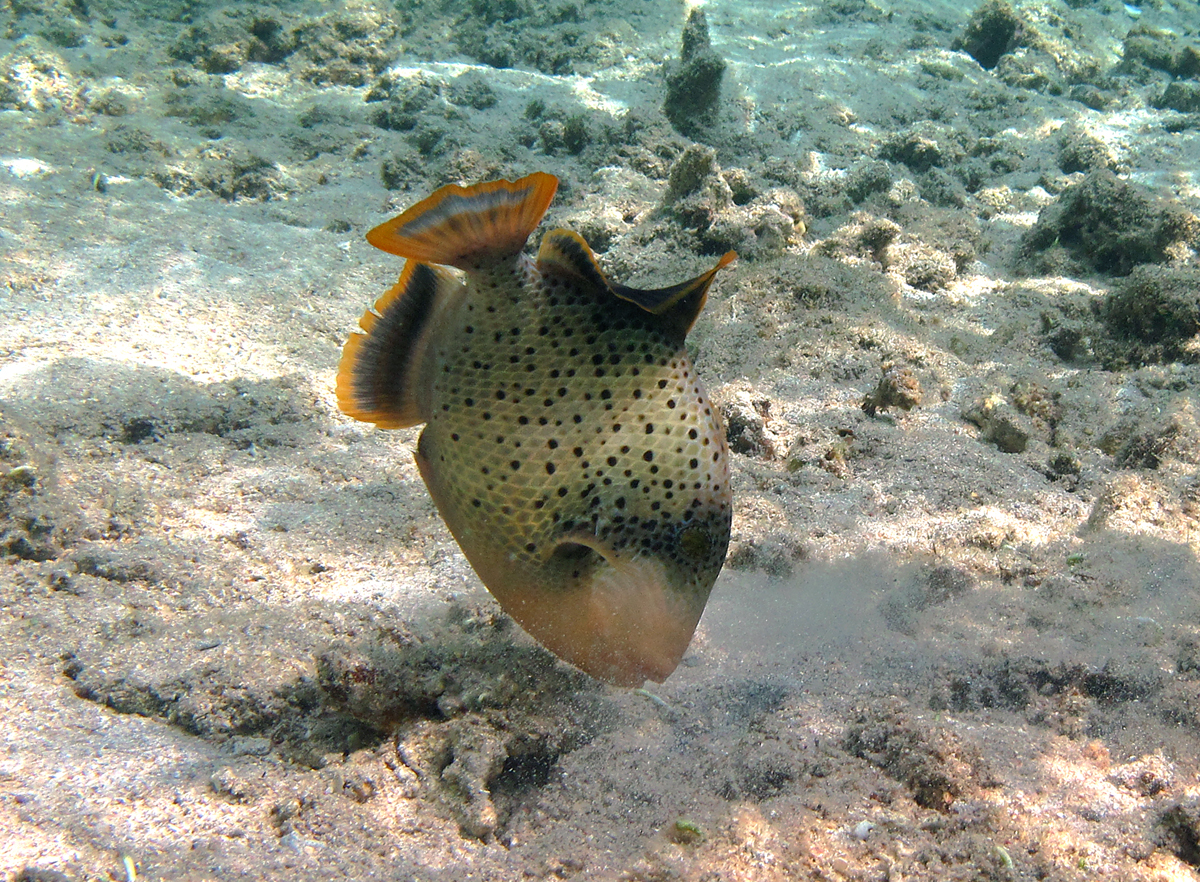
Pseudobalistes flavimarginatus
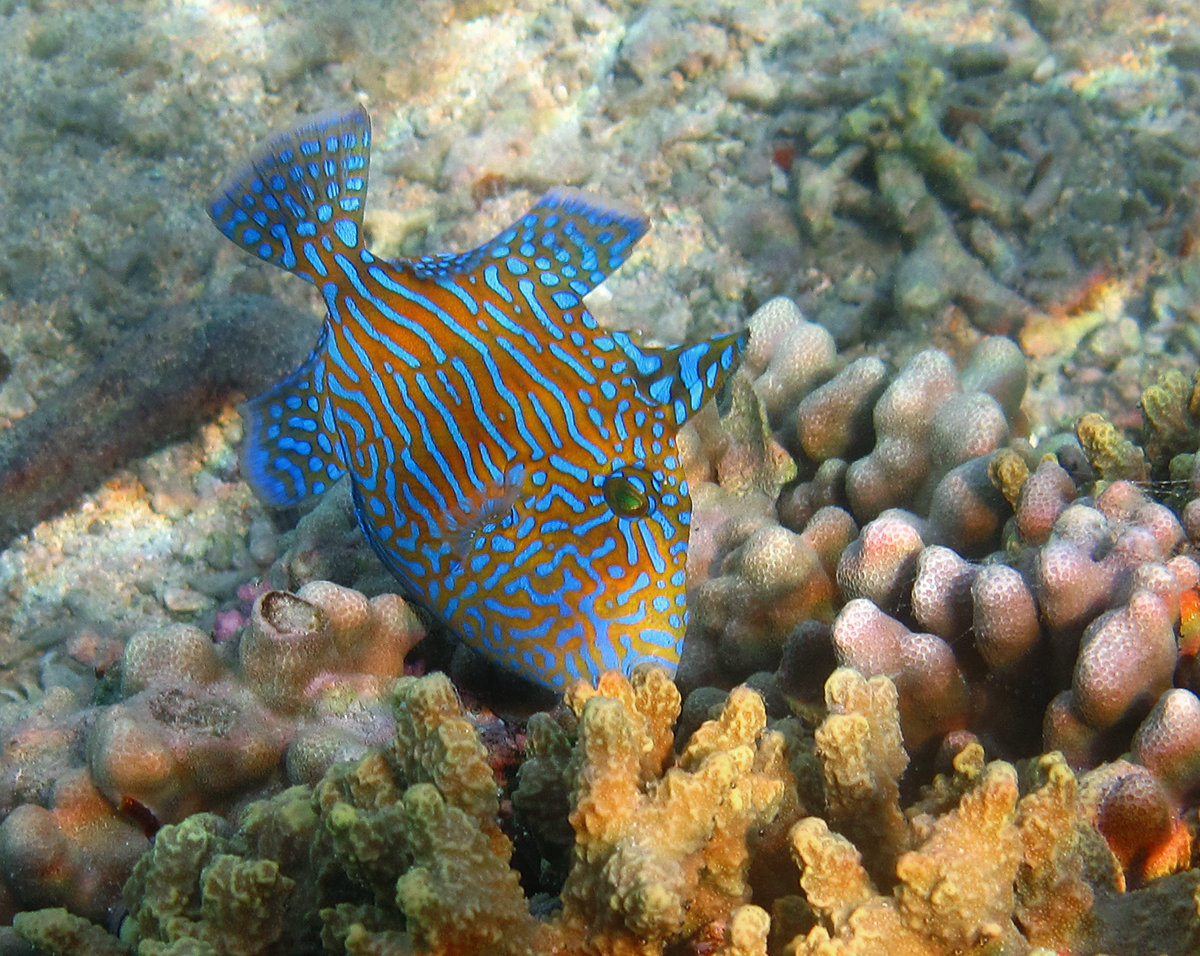
Pseudobalistes fuscus